# 4-nitrofenilidrazina
La 4-nitrofenilidrazina (o p-nitrofenilidrazina) è un derivato dell'idrazina.